# Dieunomia heteropoda
Dieunomia heteropoda là một loài Hymenoptera trong họ Halictidae. Loài này được Say mô tả khoa học năm 1824.

## Hình ảnh

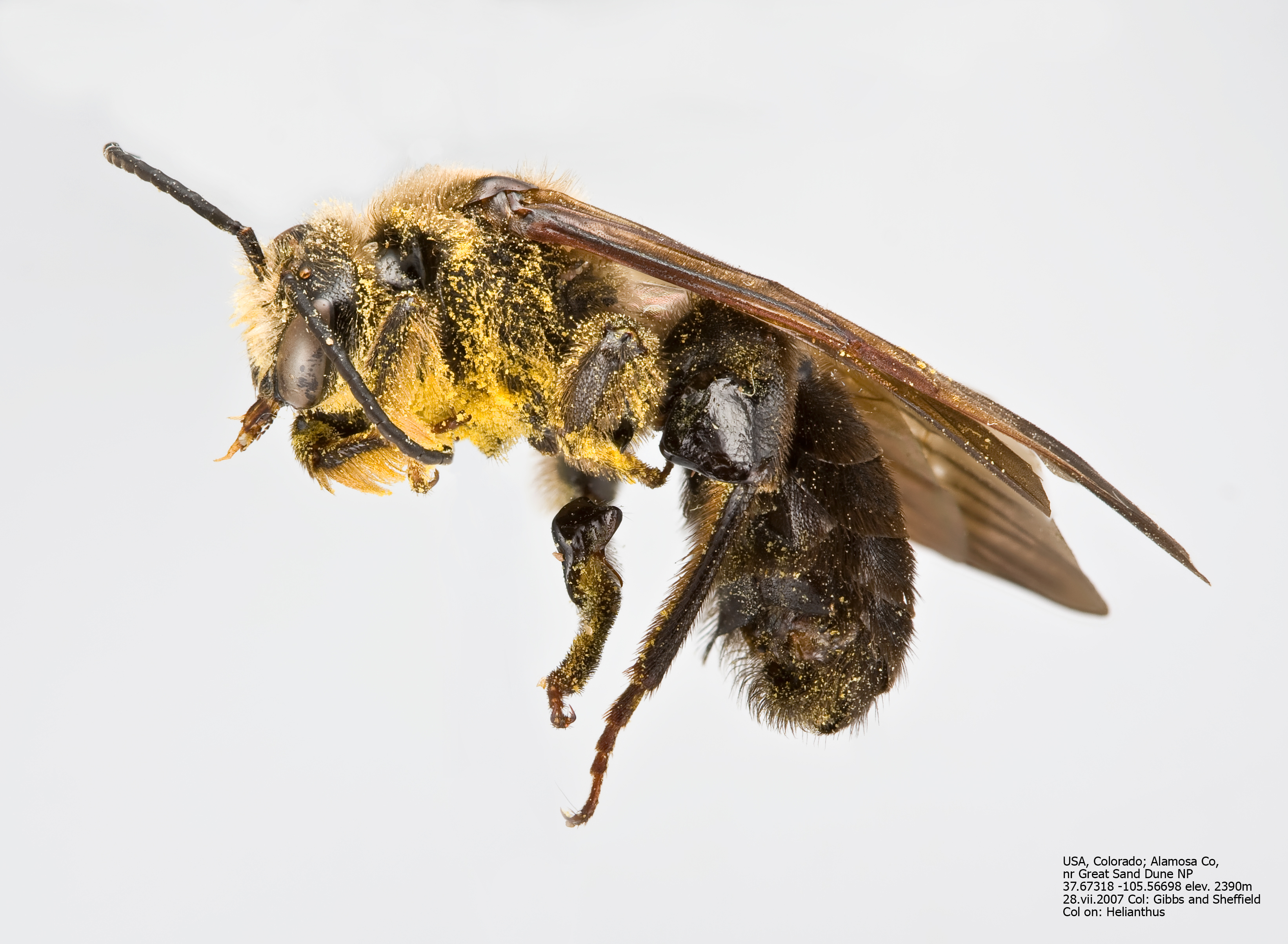
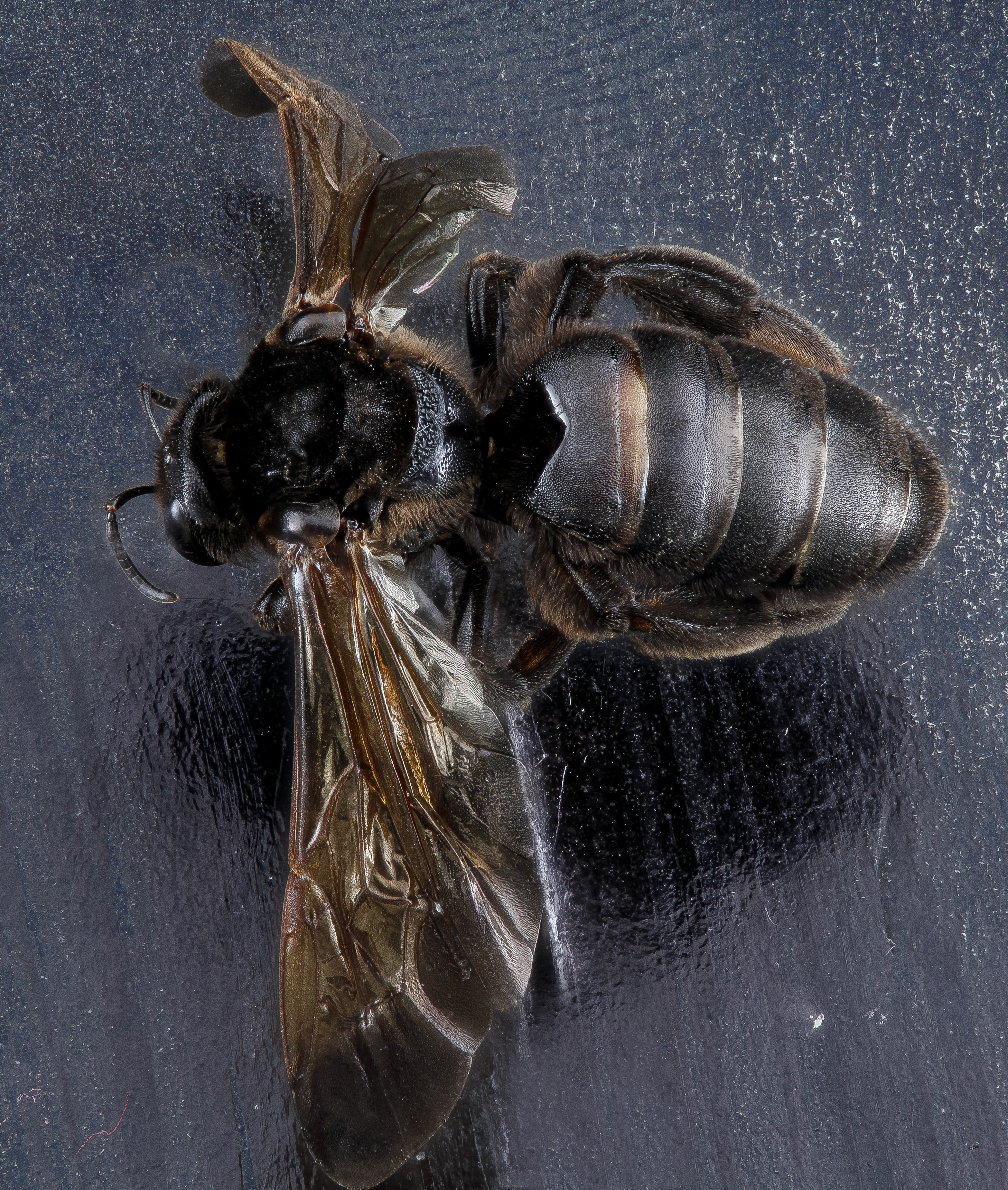
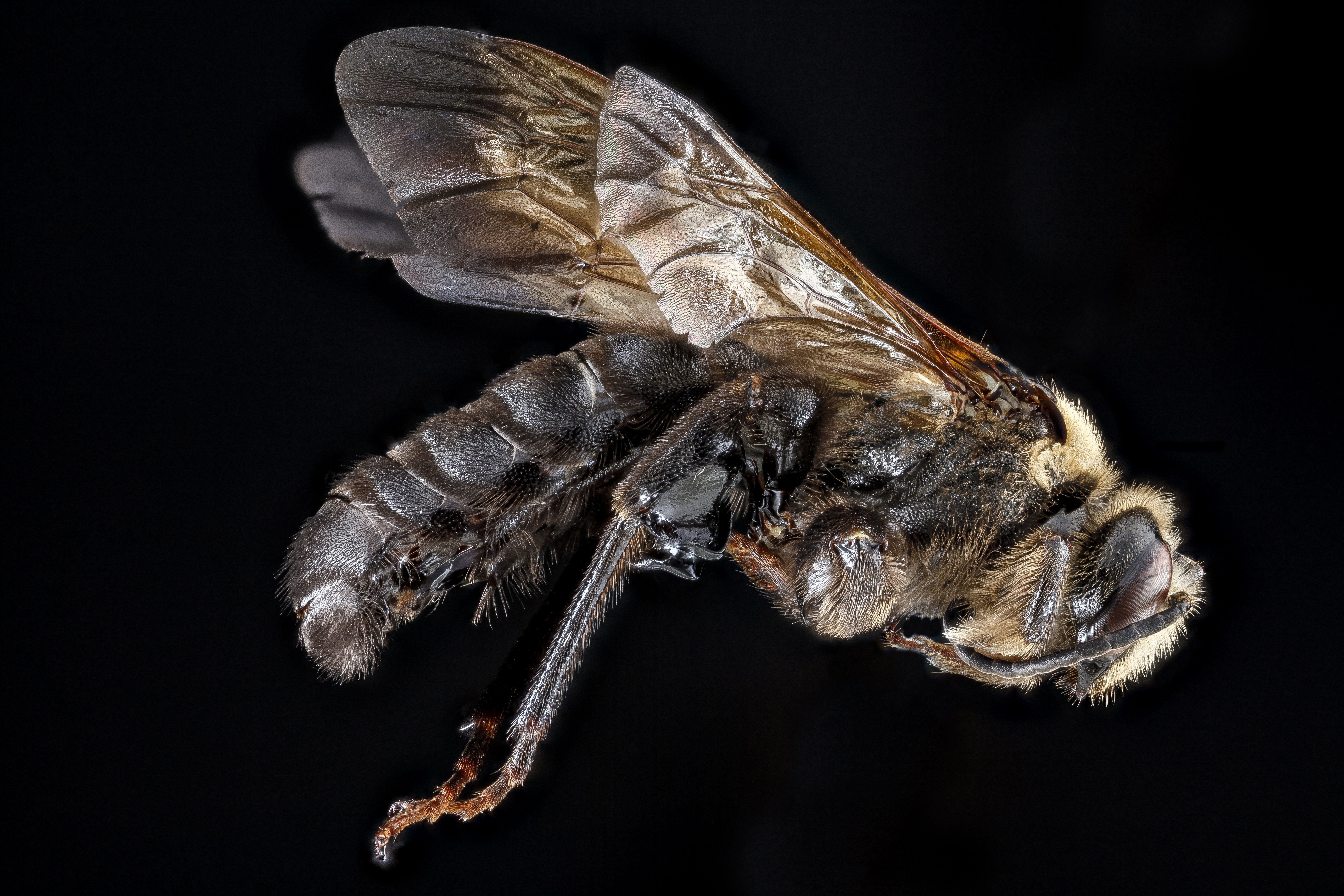
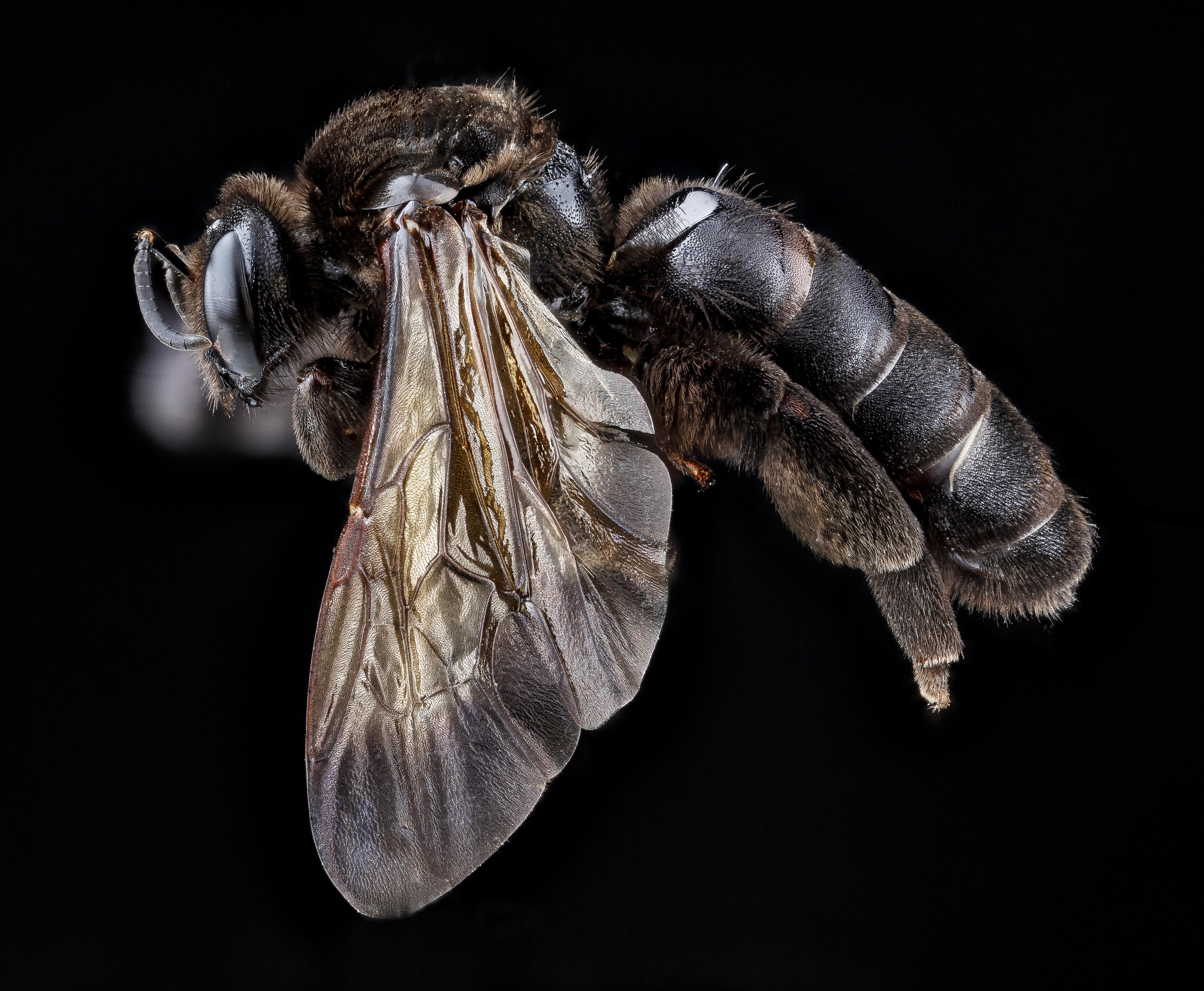